# Collinsonia glandulosa
Collinsonia glandulosa là một loài thực vật có hoa trong họ Hoa môi. Loài này được (C.Y.Wu) Harley mô tả khoa học đầu tiên năm 2003.